# Hélène Rémy
Hélène Rémy (Parigi, 16 agosto 1932) è un'attrice francese che è stata attiva nel cinema fra i primi anni cinquanta e la fine degli anni sessanta. Ha lavorato anche per la televisione.

## Biografia
Ha interpretato numerosi film in costume di produzione italiana e per le sue forme da pin-up è stata anche una ragazza-copertina. Dopo due film d'esordio in cui non venne accreditata nei titoli di testa, debuttò nel cinema nel 1949 con una piccola parte in Le minorenni, diretta da Maurice Cloche.
Fra i suoi film girati in Italia figurano Cinque poveri in automobile (1952) di Mario Mattoli, Giovinezza (1952) di Giorgio Pàstina, e Canto per te (1953), diretto da Marino Girolami.
Per la televisione italiana, la Rémy interpretò nel 1970 lo sceneggiato televisivo I giovedì della signora Giulia, tratto dal romanzo omonimo di Piero Chiara. Diretto da Paolo Nuzzi e Massimo Scaglione, lo sceneggiato aveva come interpreti, oltre all'attrice francese, Claudio Gora e Martine Brochard.

## Filmografia

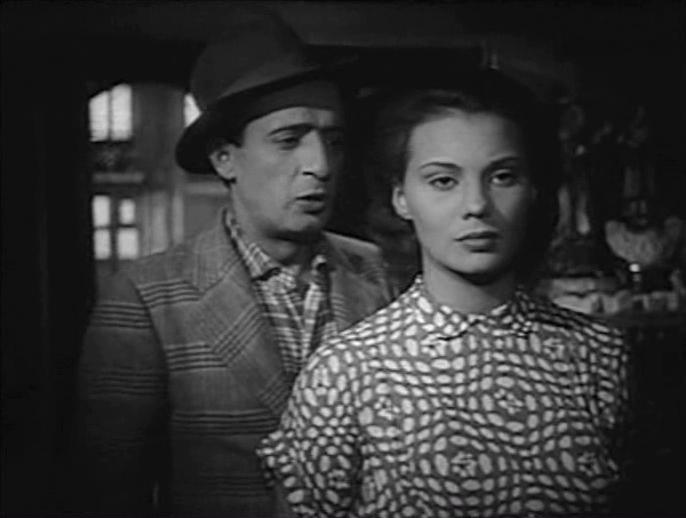
Hélène Rémy con Nino Taranto nel film Un ladro in paradiso (1952)

- Le sedicenni (Rendez-vous de juillet), regia di Jacques Becker (1949)
- Nel regno dei cieli (Au royaume des cieux), regia di Julien Duvivier (1949)
- Le minorenni (La Cage aux filles), regia di Maurice Cloche (1949)
- I ragazzi terribili (Les Enfants terribles), regia di Jean-Pierre Melville (1950)
- Envoi de fleurs, regia di Jean Stelli (1950)
- Olivia, regia di Jacqueline Audry (1951)
- Clara de Montargis, regia di Henri Decoin (1951)
- Parigi è sempre Parigi, regia di Luciano Emmer (1951)
- Et ta soeur, regia di Henri Lepage (1951)
- Ergastolo, regia di Luigi Capuano (1952)
- Cinque poveri in automobile, regia di Mario Mattoli (1952)
- Un ladro in paradiso, regia di Domenico Paolella (1952)
- Noi due soli, regia di Marcello Marchesi, Vittorio Metz e Marino Girolami (1952)
- La trappola di fuoco, regia di Gaetano Petrosemolo (1952)
- Tormento del passato, regia di Mario Bonnard (1952)
- Giovinezza, regia di Giorgio Pàstina (1952)
- Canto per te, regia di Marino Girolami (1953)
- Il sacco di Roma, regia di Ferruccio Cerio (1953)
- Siamo ricchi e poveri, regia di Siro Marcellini (1953)
- Ripudiata, regia di Giorgio Walter Chili (1954)
- Vacanze d'amore (Village magique), regia di Jean-Paul Le Chanois (1955)
- La catena dell'odio, regia di Piero Costa (1955)
- Un giglio infranto di Giorgio Walter Chili (1955)
- La moglie è uguale per tutti, regia di Giorgio Simonelli (1955)
- El Tigre de Chamberi, regia di Pedro Luis Ramirez (1957)
- Mariti in città, regia di Luigi Comencini (1957)
- Pezzo, capopezzo e capitano, regia di Wolfgang Staudte (1958)
- Giovane canaglia, regia di Giuseppe Vari (1958)
- L'amante del vampiro, regia di Renato Polselli (1960)
- L'ultimo dei Vikinghi, regia di Giacomo Gentilomo (1961)
- A porte chiuse, regia di Dino Risi (1961)
- Il commissario non perdona (Sale temps pour les mouches), regia di Guy Lefranc (1966)
- Che casino, ragazzi! (Béru et ces dames), regia di Guy Lefranc (1968)
- La corsa del secolo (Les Cracks), regia di Alex Joffé (1968)
- Borsalino, regia di Jacques Deray (1970)

## Televisione
- Ragazza mia - miniserie TV (1960)
- Les dossiers de l'agence O - miniserie TV (1968)
- I giovedì della signora Giulia - sceneggiato TV (1970)

## Doppiatrici italiane
- Fiorella Betti in Cinque poveri in automobile, Canto per te, La moglie è uguale per tutti, Mariti in città
- Dhia Cristiani in Ripudiata (dialoghi), Un giglio infranto
- Rina Morelli in Tormento del passato
- Margherita Carosio in Ripudiata (canto)
- Rosetta Calavetta in L'amante del vampiro